# Nhà thờ Tổng lãnh thiên thần Michael ở Roudno
Nhà thờ Tổng lãnh thiên thần Michael ở Roudno (tiếng Séc: Kostel svatého Michaela archanděla v Roudně) là một nhà thờ Công giáo La Mã được xây dựng vào thế kỷ 17, thuộc giáo phận Ostrava-Opava, tọa lạc ở làng Roudno, huyện Bruntál, vùng Morava-Slezsko, Cộng hòa Séc. Thánh đường này có tên trong danh sách các di tích văn hóa cấp quốc gia.

## Lịch sử
Ngôi làng Roudno được nhắc đến lần đầu tiên qua các văn bản lịch sử vào năm 1397. Nhà thờ giáo xứ Roudno dành riêng cho Tổng lãnh thiên thần Michael được xây dựng bằng gạch theo phong cách kiến trúc Baroque vào thế kỷ 17. Xung quanh nhà thờ là một dãy tường đều đặn hình bát giác và một nghĩa trang. Tòa tháp hình lăng trụ được thêm vào mặt phía tây nhà thờ. Công việc trùng tu nhà thờ lần đầu diễn ra vào thế kỷ 19. Trong giai đoạn  2008 - 2009, mặt tiền và phần mái đã được sửa chữa và cải tạo lại với tổng chi phí là 2,4 triệu Koruna (khoảng 25,8 tỷ đồng). Nhà thờ giáo xứ này thuộc quyền quản lý của Văn phòng giáo hạt Bruntál (nằm trong 11 giáo hạt của giáo phận Ostrava-Opava).